# Argopteron
Argopteron là một chi bướm ngày thuộc họ Bướm nâu.